# Капустино (Чечня)
Капу́стино — хутор в Наурском районе Чеченской Республики. Входит в Чернокозовское сельское поселение.

## География
Расположен к северу от районного центра станицы Наурской.
Ближайшие населённые пункты: на юго-западе — село Свободное и село Алпатово, на юге — село Чернокозово и станица Наурская, на юго-востоке — хутор Клинков, хутор Мирный и станица Мекенская, на северо-востоке — хутор Майорский, на западе — село Дальнее.
В 2,5 км к западу от хутора находится озеро Капустино, являющееся гидрологическим памятником природы регионального значения.

## История
Основан в 1823 году. По состоянию на 1926 год хутор Капустин относился к Наурскому сельсовету Наурского района Терского округа Северо-Кавказского края. Согласно переписи населения 1926 года на хуторе проживало 176 человек, из них великороссов — 161, калмыков — 15.

## Население
| 1990 | 2002 | 2010 |
| ---- | ---- | ---- |
| 461  | ↘432 | ↗494 |

По данным переписи 2002 года, на хуторе проживало 432 человека (210 мужчин и 222 женщины), 100 % населения составляли чеченцы.
Национальный состав населения станицы по данным Всероссийской переписи населения 2010 года:
| Народ      | Численность, чел. | Доля от всего населения, % |
| ---------- | ----------------- | -------------------------- |
| чеченцы    | 483               | 97,77 %                    |
| русские    | 2                 | 0,40 %                     |
| не указали | 9                 | 1,82 %                     |
| всего      | 494               | 100,00 %                   |

## Образование
- МБОУ «Капустинская основная общеобразовательная школа имени И. Г. Сулейманова»[9].